# 齊廉
齊廉（1900年—1958年2月14日），字民藩。松江省阿城縣人。民國37年（1948年）在松江省選區當選第一屆立法委員

## 生平[1][2]
- 吉林陸軍步兵隨營學校畢業
- 東北講武堂步兵科畢業
- 排連營長、參謀長
- 軍學編譯社社長
- 兵學書店總經理
- 民國47年2月14日病故[3]